# هافلوك إليس
هنري هافلوك ايليس (بالإنجليزية: Henry Havelock Ellis) ، والمعروف باسم هافلوك إليس ( 2 فبراير 1859 - 8 يوليو 1939 ) هو طبيب بريطاني وأحد علماء النفس الذين درسوا الجنس ، وهو أيضا كاتب، ومصلح اجتماعي . شارك في تأليف الكتب المدرسية الطبية الأولى في اللغة الإنجليزية عن المثلية الجنسية في عام 1897 ، ونشر أيضا أعمال حول مجموعة متنوعة من الممارسات الجنسية وميوله، بما في ذلك علم نفس المتحولين جنسيا. كان له الفضل في إدخال مفاهيم النرجسية والشبق ذاتي، والتي اعتمدت في وقت لاحق من قبل التحليل النفسي. وكجزء من التفكير التقدمي آنذاك، كان يؤيد تحسين النسل ، وعمل رئيسا لمعهد غالتون.

## مطلع حياته ومهنة التدريس
ولد هافلوك إليس، وهو ابن إدوارد بيبن إليس وسوزانا ماري ويتلي، في بلدة كرويدون بمقاطعة سري (التي أصبحت الآن جزءًا من لندن الكبرى). كان لديه أربع أخوات لم تتزوج أي منهن. كان والده قبطانًا بحريًا، وأمه ابنة قبطان بحري، وكان كثيرون آخرون من أقربائه يعيشون في البحر أو على مقربة منه. عندما كان في السابعة من عمره اصطحبه والده في إحدى رحلاته التي زاروا خلالها سيدني، وكاياو، وأنتويرب. التحق بعد عودته بالكلية الفرنسية والألمانية قرب ويمبلدون، ثم درس في مدرسة في ميتشم بعد ذلك.
في أبريل 1875 أبحر إليس على متن سفينة والده متجهًا إلى أستراليا، ثم بعد وقت قصير من وصوله إلى سيدني، حصل على وظيفة كمدرس في مدرسة خاصة. بعد تبين افتقاره إلى التدريب، فُصل من عمله وأصبح مدرسًا خاصًا مع عائلة تعيش على بعد بضعة أميال من كاركوار. قضى سنة هناك، ثم حصل بعدها على وظيفة أستاذ في مدرسة القواعد في غرافتون. توفي مدير المدرسة وكان إليس يتابع دراسته في المدرسة في تلك السنة، لكنها لم تكن ناجحة.
عاد هافلوك إلى سيدني في نهاية العام، وبعد ثلاثة أشهر من التدريب، كُلَّف بتولي مسؤولية مدرستين حكوميتين ابتدائيتين بدوام جزئي، إحداهما في سباركس كريك -بالقرب من سكوني نيو ساوث ويلز- والأخرى في جانكشن كريك. عاش في مبيت المدرسة في سباركس كريك لمدة عام. كتب في سيرته الذاتية «في أستراليا، نلت صحة جسدي، وحصلت على السلام النفسي، وبدأت رسالتي في الحياة بالتجلي، تمكنت من اتخاذ قرار بشأن الحياة المهنية الاحترافية، وأصبحت فنانًا في الأدب، غطت هذه النقاط الخمس أنشطة حياتي في العالم بالكامل. لا شك أن بعضها كنت سأصل إليه دون ما وفره لي الوضع في أستراليا، لكنني غالبًا لم أكن لأحقق كل ذلك أو حتى معظمه لو لم يصادفني الحظ ويذهب بي بمعزل عن سلسلة جبال ليفربول».

## الطب وعلم النفس
عاد إليس إلى إنجلترا في أبريل عام 1879. قرر الشروع في دراسة الجنس، وشعر أن تأهيله ليكون طبيبًا يجب أن يكون خطوته الأولى.
درس إليس في كلية الطب بمدرسة الطب التابعة لمستشفى سانت توماس، وهي جزء الآن من كلية الملك في لندن، ولكن لم يقم بممارسة طبية منتظمة. كان ينفق على تدريبه من تركة صغيرة، وكذلك ما حصل عليه من أعمال تحرير سلسلة حورية البحر التابعة للدراما الإليزابيثية والجاكوبية الأقل شهرة. انضم إلى منظمة «زمالة الحياة الجديدة» في عام 1883، والتقى بمصلحين اجتماعيين آخرين، مثل: إليانور ماركس، وإدوارد كاربنتر، وجورج برنارد شو.
كانت الترجمة الإنجليزية في عام 1897 لكتابه سيكشوال إنفيرجن «الانعكاس الجنسي» -الذي اشترك جون أدينغتون سيموندز معه في وضعه ونشره بدايةً بالألمانية في عام 1896- أول كتاب دراسي طبي باللغة الإنجليزية يتحدث عن المثلية الجنسية. يصف الكتاب العلاقات الجنسية بين الذكور المثليين، بما في ذلك الرجال مع الأولاد. كتب إليس أول دراسة موضوعية عن المثلية الجنسية، إذ لم يصنفها على أنها مرض أو علاقة لا أخلاقية أو جريمة. ويفترض الكتاب أن الحب بين شخصين من نفس الجنس أمر يسمو فوق التابوهات المتعلقة بالعمر وكذلك التابوهات المتعلقة بالجندر.
في عام 1897، حوكم أحد بائعي الكتب لتخزينه كتاب إليس. على الرغم من أن مصطلح «مثلي الجنس» يُنسب إلى إليس، إلا أنه كتب في عام 1897 أن: «مثلي الجنس مصطلح هجين، وأنا لا أدعي أي مسؤولية عليه». من صاغ هذا المصطلح في الواقع هو المجري كارل ماريا كيرتبيني في عام 1868.
ربما كوّن إليس مفاهيم نفسية تتعلق بالشبق الذاتي والنرجسية، اللذين طُورهما سيغموند فرويد لاحقًا. ربما يكون تأثير إليس وصل إلى رادكليف هول، التي كان من المفترض أن تبلغ من العمر حوالي سبع عشرة عامًا عندما نُشر كتاب الانعكاس الجنسي. التي أشارت في وقت لاحق إلى نفسها باعتبارها منعكسة جنسيًا، وكتبت عن «المنعكسات جنسيًا» في رواية ميس أوغلفي فايندس هير سيلف «ملكة جمال أوغلفي تجد نفسها» (1934) ورواية ذا ويل اوف لونلينيس «بئر العزلة». عندما تراجع إليس عن الشهادة البارزة في محاكمة بئر العزلة في الرابعة عشر من مايو 1928، تقرر أن يحل محله نورمان هيري ولكن لم يُستدع أي من الشهود.

### الإيونية
درس إليس ما ندعوه اليوم بظواهر التحول الجنسي. يُعتبر هافلوك إليس -هو وماغنوس هيرشفلد- شخصية بارزة في تاريخ علم الجنس، لإنشاءه تصنيفًا جديدًا منفصلاً ومستقلاً عن المثلية الجنسية. عندما قرأ في دراسات هيرشفيلد حول الجنس الآخر، لم يتفق معه حول مصطلحاته، فاقترح إليس عام 1913 مصطلح الانعكاس الجنسي التجميلي لوصف هذه الظاهرة. صاغ في سنة 1920 كلمة «إيونية» التي استمدها من اسم الدبلوماسي الفرنسي شيفالييه ديون الذي كان جاسوسًا متخفيًا في شكل وسلوكيات امرأة لمدة 33 عامًا، ولم يُكتشف كونه ذكر إلا بعد فحص أعضائه بعد موته. يوضح إيليس قائلًا:
« يجسد (الشخص) الإيوني كما أراه على الجانب النفسي الحد الأقصى من الموقف الجمالي المتمثل في تقليد الشيء الذي يعجب به ويتعرف إلى نفسه من خلاله. من الطبيعي للرجل أن يتعرف إلى نفسه من خلال المرأة التي يحبها. يبالغ الإيوني في التعريف، يحفزه عنصر أنثوي حساس داخله مرتبط بنوع من الخلل في جنسانيته الرجولية، نابع من أساس قد يكون عصابيًا».
وجد إليس أن الإيونية «حالة شاذة شائعة بشكل ملحوظ»، ويلي المثلية الجنسية من ناحية تكرار البارافليليا، وصنفها على أنها «أحد الأشكال الانتقالية أو الوسيطة للجنسانية». وكما هو الحال في عُرف فرويد، افترض إليس أن «الارتباط الوثيق بالأم» قد يحث الإيونية، ولكنه اعتبر أيضا أنه «ربما ينطوي أيضًا على بعض الاضطرابات في الغدد الصماء».

## زواجه

هافلوك إليس مع زوجته إيديث إليس

في نوفمبر 1891، تزوج إيليس من الكاتبة الإنجليزية والمؤيدة لحقوق المرأة إيديث إليس، وعمرها 32 سنة وقيل أنها كانت عذراء حتى ذلك العمر. كان زواجهما غير تقليدي منذ البداية، وكانت إيديث إليس مثلية الجنس بشكل علني. في نهاية شهر العسل، عاد إليس إلى غرفته في الجامعة في بادنغتون، بينما عاشت إيديث في بيت الزمالة. كان «زواجهما المفتوح» الموضوع الرئيسي في سيرة إليس الذاتية، ماي لايف «حياتي». قيل إن إليس كان على علاقة غرامية مع مارغريت سانغر.
وفقًا لما ذكره إليس في سيرته الذاتية، كان أصدقاؤه مستمتعين للغاية بكونه خبيرًا في الجنس. قال البعض إنه عانى من عجز جنسي حتى سن الستين. ثم اكتشف أنه يمكن أن يُستثار عند رؤيته امرأة تتبول. سمى إيليس هذه الحالة «غُلْمة جريان الماء«. أقام إليس بعد وفاة زوجته علاقة مع امرأة فرنسية، هي فرانسواز لافيت.

## تحسين النسل
كان إليس أحد داعمي تحسين النسل. شغل منصب نائب رئيس مؤسسة يوجينيكس إديوكيشن سوسايتي «جمعية دراسة تحسين النسل» التابعة لمعهد غالتون بالمملكة المتحدة، وكتب عن هذا الموضوع -ضمن عدة أمور أخرى - في كتابه ذا تاسك اوف سوشيال هايجين «واجب التصحُّح الاجتماعي».

## وصلات خارجية
- هافلوك إليس على موقع أرشيف الشارخ.
- هافلوك إليس على موقع الموسوعة البريطانية (الإنجليزية)
- هافلوك إليس على موقع إن إن دي بي (الإنجليزية)
- مؤلفات هافلوك إليس في مشروع غوتنبرغ
- أعمال أو نبذة عن هافلوك إليس على أرشيف الإنترنت
- أعمال هافلوك إليس في ليبري فوكس